# Suták József
Suták József (Szabadka, 1865. november 5. – Budapest, 1954. július 19.) piarista szerzetes, matematikus, egyetemi tanár.
Kutatási területe: szintetikus és projektív geometria, a determinánselmélet, függvénytan és differenciálegyenletek. 1897-ben lefordította és kiadta Bolyai János Appendixét.

## Életpályája
A gimnáziumba Szabadkán és Vácon járt. 1883. augusztus 27-én lépett a rendbe; azután két évig Nyitrán teológiát tanult. 1889. július 14-én miséspappá szentelték föl. 1890-ben a kolozsvári Ferenc József Tudományegyetemen mennyiség- és természettanból középiskolai tanári oklevelet szerzett. 
Oklevele megszerzése után egy évig tanított a rend szegedi főgimnáziumában, majd Budapesten tanított gimnáziumokban. 1892-ben bölcsészdoktori oklevelet szerzett. 1896-tól a budapesti tudományegyetemen a matematika magántanára, 1912-től nyilvános rendes tanára, 1936-ban nyugdíjazták. 
Nyugdíjazása után az ő matematikai katedráját szüneteltették gazdasági ok miatt, majd 1946-ban újraélesztették III. sz. Matematika Tanszék néven, s vezetésével az akkor már világhírű matematikust, Riesz Frigyest bízták meg.

## Munkássága
Matematikai munkásságával hozzájárult a Bolyai János életmű jobb megismertetéséhez és népszerűsítéséhez. Elméleti matematikai munkásságán túl középiskolai matematikai, geometriai és algebra könyvek írásával is foglalkozott, s érdekelte az az irodalom, amelyet a tanárok az ifjúság kezébe adnak.

## Művei (válogatás)
- A másodosztályú felületek általános elmélete. Budapest, 1895
- Bolyai János: Scientia spatii absolute vera = a tér absolut igaz tudománya. Előszóval, magyar fordítással s magyarázatokkal ell. Suták József; életrajzzal ell. Schmidt Ferenc. Budapest : Kilián Frigyes bizománya, 1897. XXVIII, 144 p., 2 t.
- A Bolyai-féle geometria : magyarázat. Budapest : Hornyánszky Nyomda, 1897. 143 p., [2] t.fol. : ill. ; (Koll. 4. – Scientia spatii absolute vera című művel)
- A fény elektromágneses elmélete. 1895
- A differencziál- és integrálszámítás elmélete. Budapest : Lampel, 1900. :XII, 388 p., 6 t.
- A differenciálegyenletek elmélete. Budapest : Stephaneum Ny., 1906. XXIII, [1], 426, [2] p.
- A görbék abszolut elmélete. Bp. : Stephaneum Ny., 1918. 30 p. : ill. (A Szent István Akadémia Mennyiségtan-, Természettudományi Osztályának felolvasásai ; 2. sz.)[2]
- A differencziál- és integrálszámítás elmélete. 2. jav. kiad. Budapest : Eggenberger-féle Könyvkereskedés, 1922. 400, VI p.
- Az n m dimenziós euklidesi tér n dimenziós felületei. Budapest : Stephaneum, 1928. 10, [2] p.

## Díjak, elismerések
- MTA pályadíj (1895)[3]